# Lengyelország az 1984. évi téli olimpiai játékokon
Lengyelország a jugoszláviai Szarajevóban megrendezett 1984. évi téli olimpiai játékok egyik részt vevő nemzete volt. Az országot az olimpián 6 sportágban 30 sportoló képviselte, akik érmet nem szereztek.

## Alpesisí
Női
| Versenyző                | Versenyszám      | 1. futam      | 1. futam      | 2. futam | 2. futam | Összesítés | Összesítés |
| Versenyző                | Versenyszám      | Idő           | Hely.         | Idő      | Hely.    | Idő        | Helyezés   |
| ------------------------ | ---------------- | ------------- | ------------- | -------- | -------- | ---------- | ---------- |
| Ewa Grabowska            | Műlesiklás       | 50,06         | 15.*          | 49,56    | 14.      | 1:39,62    | 13.        |
| Ewa Grabowska            | Óriás-műlesiklás | 1:12,45       | 34.           | 1:15,10  | 31.      | 2:27,55    | 31.        |
| Dorota Tłalka            | Műlesiklás       | nem ért célba | nem ért célba | kiesett  | kiesett  | kiesett    | kiesett    |
| Dorota Tłalka            | Óriás-műlesiklás | 1:11,91       | 25.           | 1:14,99  | 30.      | 2:26,90    | 30.        |
| Małgorzata Tłalka-Mogore | Műlesiklás       | 49,20         | 6.            | 48,77    | 7.       | 1:37,97    | 6.         |

* - egy másik versenyzővel azonos eredményt ért el

## Gyorskorcsolya
Női
| Versenyző         | Versenyszám | Eredmény | Helyezés |
| ----------------- | ----------- | -------- | -------- |
| Lilianna Morawiec | 500 m       | 43,43    | 15.      |
| Lilianna Morawiec | 1000 m      | 1:26,53  | 10.      |
| Lilianna Morawiec | 1500 m      | 2:39,37~ | 30.      |
| Erwina Ryś-Ferens | 500 m       | 42,71    | 9.       |
| Erwina Ryś-Ferens | 1000 m      | 1:25,81  | 7.       |
| Erwina Ryś-Ferens | 1500 m      | 2:08,08  | 5.       |
| Erwina Ryś-Ferens | 3000 m      | 4:42,90  | 14.      |
| Zofia Tokarczyk   | 500 m       | 43,13    | 14.      |
| Zofia Tokarczyk   | 1000 m      | 1:26,95  | 14.      |

* - egy másik versenyzővel azonos eredményt ért el

~ - a futam során elesett

## Jégkorong
| Lengyel férfi jégkorongcsapat-játékoskeret                                                                           | Lengyel férfi jégkorongcsapat-játékoskeret                                                                                 | Lengyel férfi jégkorongcsapat-játékoskeret                                                                |
| --- | --- | --- |
| - Janusz Adamiec - Marek Cholewa - Andrzej Chowaniec - Jerzy Christ - Henryk Gruth - Andrzej Hachuła - Leszek Jachna | - Wiesław Jobczyk - Stanisław Klocek - Andrzej Nowak - Włodzimierz Olszewski - Henryk Pytel - Jan Piecko - Gabriel Samolej | - Krystian Sikorski - Jan Stopczyk - Ludwik Synowiec - Robert Szopiński - Andrzej Ujwary - Andrzej Zabawa |

### Eredmények
A csoport
| Csapat        | M | Gy | D | V | G+ | G– | Gk  | P  |
| ------------- | - | -- | - | - | -- | -- | --- | -- |
| Szovjetunió   | 5 | 5  | 0 | 0 | 42 | 5  | +37 | 10 |
| Svédország    | 5 | 3  | 1 | 1 | 34 | 15 | +19 | 7  |
| NSZK          | 5 | 3  | 1 | 1 | 27 | 17 | +10 | 7  |
| Lengyelország | 5 | 1  | 0 | 4 | 16 | 37 | –21 | 2  |
| Olaszország   | 5 | 1  | 0 | 4 | 15 | 31 | –16 | 2  |
| Jugoszlávia   | 5 | 1  | 0 | 4 | 8  | 37 | –29 | 2  |

| 1984. február 7. | Szovjetunió (URS) | 12 – 1 (3–1, 4–0, 5–0) | Lengyelország | Szarajevó |

|  |  |  |  |  |
|  |  |  |  |  |
|  |  |  |  |  |
|  |  |  |  |  |

| 1984. február 9. | NSZK (FRG) | 8 – 5 (2–2, 3–1, 3–2) | Lengyelország | Szarajevó |

|  |  |  |  |  |
|  |  |  |  |  |
|  |  |  |  |  |
|  |  |  |  |  |

| 1984. február 11. | Olaszország (ITA) | 6 – 1 (0–1, 4–0, 2–0) | Lengyelország | Szarajevó |

|  |  |  |  |  |
|  |  |  |  |  |
|  |  |  |  |  |
|  |  |  |  |  |

| 1984. február 13. | Svédország (SWE) | 10 – 1 (2–1, 7–0, 1–0) | Lengyelország | Szarajevó |

|  |  |  |  |  |
|  |  |  |  |  |
|  |  |  |  |  |
|  |  |  |  |  |

| 1984. február 15. | Jugoszlávia (YUG) | 1 – 8 (1–2, 0–3, 0–3) | Lengyelország | Szarajevó |

|  |  |  |  |  |
|  |  |  |  |  |
|  |  |  |  |  |
|  |  |  |  |  |

A 7. helyért
| 1984. február 17. | Egyesült Államok (USA) | 7 – 4 (2–2, 4–2, 1–0) | Lengyelország | Szarajevó |

|  |  |  |  |  |
|  |  |  |  |  |
|  |  |  |  |  |
|  |  |  |  |  |

| Csapat        | Helyezés |
| ------------- | -------- |
| Lengyelország | 8.       |

## Műkorcsolya
| Versenyző           | Versenyszám  | Kötelező elemek   | Kötelező elemek | Kötelező elemek | Rövid program     | Rövid program | Rövid program | Kűr               | Kűr   | Kűr         | Összesítés         | Összesítés |
| Versenyző           | Versenyszám  | Több. hely. száma | Hely.           | Hely. pont.     | Több. hely. száma | Hely.         | Hely. pont.   | Több. hely. száma | Hely. | Hely. pont. | Helyezési pontszám | Helyezés   |
| ------------------- | ------------ | ----------------- | --------------- | --------------- | ----------------- | ------------- | ------------- | ----------------- | ----- | ----------- | ------------------ | ---------- |
| Grzegorz Filipowski | Férfi egyéni | 5×11+             | 12.             | 7,2             | 6×12+             | 12.           | 4,8           | 5×14+             | 15.   | 15,0        | 27,0               | 12.        |

## Sífutás
Férfi
| Versenyző      | Versenyszám | Eredmény  | Helyezés |
| -------------- | ----------- | --------- | -------- |
| Józef Łuszczek | 15 km       | 45:04,8   | 36.      |
| Józef Łuszczek | 30 km       | 1:38:11,7 | 41.      |
| Józef Łuszczek | 50 km       | 2:25:46,9 | 27.      |

## Síugrás
| Versenyző    | Versenyszám | 1. ugrás | 1. ugrás | 2. ugrás | 2. ugrás | Összesítés | Összesítés |
| Versenyző    | Versenyszám | Pont     | Hely.    | Pont     | Hely.    | Pont       | Helyezés   |
| ------------ | ----------- | -------- | -------- | -------- | -------- | ---------- | ---------- |
| Piotr Fijas  | Normálsánc  | 103,2    | 5.       | 101,3    | 11.      | 204,5      | 7.         |
| Piotr Fijas  | Nagysánc    | 96,9     | 11.      | 83,7     | 26.*     | 180,6      | 17.        |
| Janusz Malik | Normálsánc  | 85,8     | 38.      | 95,0     | 25.      | 180,8      | 30.        |
| Janusz Malik | Nagysánc    | 65,2     | 44.      | 62,3     | 49.      | 127,5      | 46.        |

* - egy másik versenyzővel azonos eredményt ért el